# Fie Schouten
Fie Schouten (1972) is een Nederlands musicus, curator en artistiek leider. Ze speelt de basklarinet, bassethoorn, contrabasklarinet, klarinet in actuele muziek, gecomponeerd en geïmproviseerd.

## Carrière

### Basklarinettist
Fie Schouten is klarinettist, maar de basklarinet is haar hoofdinstrument. Ze treedt op als solist, in ensemble- en orkestverband. Ze werkt samen met andere specialisten op het gebied van hedendaags gecomponeerde muziek en met improvisatoren. Sinds 2013 is Schouten als docent basklarinet en hedendaagse muziek verbonden aan het Prins Claus Conservatorium te Groningen. Zij zet het werk voort van haar voormalig docent, basklarinetpioneer Harry Sparnaay (1944-2017): uitbreiden van het repertoire, bestaand repertoire een podium geven, doceren van jonge musici en componisten. Voor haar bijdrage aan de nieuwe muziekscene in Nederland ontving Fie Schouten de eerste 'Nieuw Geneco Fair Practice Compositieopdracht Award' (september 2019). In 2003 kreeg Schouten samen met fluitist Karina Erhard een gedeelde 1e prijs voor de beste improvisatie, International Gaudeamus Interpreters.

### Samenwerking met componisten
Componisten schreven voor en werkten samen met Fie Schouten. Opnames maakte zij van werken van onder anderen Georges Aperghis, Unsuk Chin, Gérard Grisey, Jonathan Harvey, Rozalie Hirs, Toshio Hosokawa, Mauricio Kagel, Tobias Klein, Hanna Kulenty, Ton de Leeuw, Theo Loevendie, Enno Poppe, Kaija Saariaho, Karlheinz Stockhausen, Calliope Tsoupaki en Lotta Wennäkoski.

## Artistiek leider

### Basklarinet Festijn
Fie Schouten startte samen met Tobias Klein in 2014 het "Basklarinet Festijn", een internationaal evenement met de basklarinet als middelpunt en met hedendaags gecomponeerde en geïmproviseerde muziek. Onder de musici van de afgelopen 4 edities waren er: Fie Schouten, Tobias Klein, Oguz Büyükberberber, Rudi Mahall, Harry Sparnaay, Evan Ziporyn, Steffen Schorn, Claudio Puntin, Ernesto Molinari, Armand Angster, Louis Sclavis, Joris Roelofs, Dominique Pifarély, Claron McFadden, Ches Smith, Vincent Courtois. 
Elke editie geeft het Basklarinet Festijn 'compositieopdrachten':
- Hanna Kulenty (NL-PL) – Tap-Blow-Dance4 (2020) 12min 2 bass clarinets, violoncello, vibraphone, PWM[12]
- Ruud Roelofsen (NL) – on intimacy VI “mozaïek” (2020) 12min bass clarinet, violoncello, percussion, electronics, Babel Scores[13]
- Evan Ziporyn (USA) – Connect4 (2020) 2 bass clarinets, cello, vibraphone
- Michael Finnissy (UK) – Tussen Rede en Gevoel (2018) 20min 2 bass clarinets, violoncello, double bass, Verlag Neue Musik[14]
- Tobias Klein  (NL-D) – Pore (2018) 9min 3 contrabass clarinets, organ[15]
- Frederik Neyrinck (B) – 4 Fragments (2018) 9min bass clarinet, double bass
- Georgia Nicolaou (NL-CYP) – Black Sand (2018) 12min 2 bass clarinets, violoncello, Donemus Publishing[16]
- Martin Brandlmayr (AT) – Utopia Parkway (2016) 11min 3 bass clarinets
- Ig Henneman (NL) – Featherlight monkeys (2016) 11min 3 bass clarinets, Donemus Publishing[17]
- Tobias Klein (NL-D) – Rant (2016) 10min 2 bass clarinets (improvising), 2 bassethorns, 4 bass clarinets, 2 contrabass clarinets
- Vanessa Lann (NL-USA) – Leather, rinse, repeat (2016) 6min 4 bass clarinets
- Héctor Moro (D-CL) – Eulisya (2016) 6min 8 bass clarinets
- Tobias Klein (NL-D) – Too dark to read (2014) 9min 7 bass clarinets, 3 contrabass clarinets

### Nieuwe Noten Amsterdam
Sinds 2019 leidt Schouten samen met Aspasia Nasopoulou de concertreeks voor hedendaagse kamermuziek Nieuwe Noten Amsterdam in het Plein Theater. Het doel is om een podium in de hoofdstad te bieden voor nieuw gecomponeerde muziek in kleine bezetting.

### Stockhausen
Schouten was solist in de volgende producties met muziek van Karlheinz Stockhausen:
- MICHAELS REISE um die Erde (solo Schwalbenpärchen) op de grote festivals in Europe en in het Lincoln Centre NY - met het Duitse Ensemble Musikfabrik en in regie van La Fura dels Baus, met ASKO-Schönberg Ensemble, het Parijse Ensemble Le Balcon, en in de solistenversie met het Utrechts Ensemble Insomnio. MICHAELS REISE is uitgebracht op cd (WERGO 68582), solisten Marco Blaauw trompet, Nicola Jürgensen bassethoorn, Carl Rosman, Fie Schouten klarinet, bassethoorn, Ensemble Musikfabrik, Peter Rundel dirigent.
- LICHT-BILDER (SONNTAG aus LICHT) 2011 MusikFabrik/Oper Köln/La Fura dels Baus-productie.
- MICHAELION (MITTWOCH aus LICHT) London 2012 Festival met Birmingham Opera Company, regie Graham Vick. MICHAELION is uitgebracht op cd (Stockhausen Verlag 54), solisten Marco Blaauw trompet, Michael Leibengut bas, London Voices choir, Fie Schouten bassethoorn, Chloé L'Abbee fluit, Stephen Menotti trombone, Antonio Pérez Abellán synthesizer.
- HARMONIEN (KLANG) tijdens o.m. MusikTriennale Köln, cdopname in 2012, ATT2014140.
- BASSETSU TRIO (MITTWOCH aus LICHT) en ROTARY quintet Festival d'Automne Paris 2014.
- BASSETSU solo en TIERKREIS.

## Discografie

### Solo en kamermuziek
- 2024: bee sage (Attacca 2024.171) Composities van Rozalie Hirs, Kaija Saariaho, Doina Rotaru, Tolga Tüzün, Dimitris Andrikopoulous.
- 2023: VOSTOK Remote Islands (Relative Pitch Records RPR1179).[19] Improvisaties Fie Schouten, Vincent Courtois, Guus Janssen, Giuseppe Doronzo.
- 2022: figures kamermuziek (Trytone TT559-093).[20] Composities van Tobias Klein, Calliope Tsoupaki, Theo Loevendie, Artur Kroschel, Bart Spaan.
- 2021: Nut kamermuziek (Trytone TT0559-088).[21] Composities van Evan Ziporyn, Ruud Roelofsen, Gérard Grisey, Enrique Raxach, Hanna Kulenty.
- 2021: Monologues 2020 solo basklarinet/bassethoorn (Orlando Records OR0045).[22])[23] Composities van Guus Janssen, Lotta Wennäkoski, Enno Poppe, Isang Yun, Ton de Leeuw.
- 2020: Nature kamermuziek (eigen beheer). Composities van Calliope Tsoupaki, Olivier Messiaen, Jonathan Harvey, Kaija Saariaho, Georges Aperghis, Michael Finnissy.
- 2018: Chambery kamermuziek (Attacca Records ATT2018.156).[24] Composities van Tobias Klein, Enno Poppe.
- 2014: Ladder of Escape 11 solo basklarinet (Attacca Records ATT2014.140).[25] Composities van Mauricio Kagel, Karlheinz Stockhausen, Rozalie Hirs, Robin de Raaff, Unsuk Chin.
- 2009: Spielzeug kamermuziek (Karnatic Lab Records KLR019). Composities van Héctor Moro, Gérard Grisey, Philemon Mukarno, Toshio Hosokawa, Christian Wolff.
- 2007: Amsterdam, de wereld, kamermuziek (Karnatic Lab Records KLR014). Composities van Tobias Klein, Albert van Veenendaal, Maarten Ornstein, Gijs Levelt, Sinta Wullur, Timuçin Sahin, Dick Visser.
- 2005: Of villages and spaces kamermuziek (Karnatic Lab Records KLR006). Composities van Joe Culter, Ernesto Molinari-Philippe Racine, Salvatore Sciarrino, Jorrit Dijkstra, Gualtiero Dazzi, David Lang.

### Ensemble
- 2013: Michaelion Karlheinz Stockhausen (Stockhausen Verlag 54). Solisten Marco Blaauw trompet, Michael Leibengut bas, Fie Schouten bassethoorn, Chloé L'Abbee fluit, Stephen Menotti trombone, Antonio Pérez Abellán synthesizer, London Voices koor.
- 2012: Michaels Reise um die Erde Karlheinz Stockhausen (Wergo 68582). Ensemble Musikfabrik + solisten Marco Blaauw, Nicola Jürgensen, Carl Rosman, Fie Schouten; dirigent Peter Rundel.
- 2010: Ebb and flow Axyz Ensemble (Karnatic Lab Records, KLR 020). Axyz Ensemble + soloists Erkan Ogur, Kemal Dinç.

## Educatie
Schouten studeerde aan het Sweelinck Conservatorium. Ze studeerde klarinet bij Herman Braune en basklarinet bij Harry Sparnaay. Ze volgde masterclasses bij Ernesto Molinari in de Darmstadt Ferienkurse en Festival Impuls Graz.